# Филатов, Вячеслав Михайлович
Вячеслав Михайлович Филатов (род. 1940) — советский футболист, нападающий.

## Биография
С 1960 года — в «Нефтянике» Баку. В 1961—1963 годах в чемпионате СССР провёл 43 матча, забил пять голов. В 1964 году перешёл в новороссийский «Цемент». С 1966 года — в «Динамо» Кировабад, с которым в 1967 году вышел в первую группу класса «А», где в следующем году в 20 играх забил один гол. В 1970 году играл за «Автомобилист» Нальчик и «Полад» Сумгаит.